# 趙元彬
趙 元彬（チョ・ウォンビン、朝: 조원빈、2003年8月20日 - ）は、大韓民国の京畿道城南市出身のプロ野球選手（外野手）。左投左打。MLBのセントルイス・カージナルス傘下所属。

## 経歴
2022年1月15日にアマチュア・フリーエージェントでセントルイス・カージナルスと契約を結んでプロ入り。なお、カージナルスがアジア出身のアマチュア選手と契約するのはこれが球団初のケースとなった。シーズン開幕後、傘下のルーキー級フロリダ・コンプレックスリーグ・カージナルスでプロデビュー。26試合に出場して打率.211、1本塁打、6打点、3盗塁を記録した。
2023年はA級パームビーチ・カージナルスでプレーし、105試合に出場して打率.270、7本塁打、52打点、32盗塁を記録した。

## プレースタイル
打撃では平均以上のパワーを備える。守備では中堅手よりも外野の両翼が適していると評される。